# Hermann von der Goltz

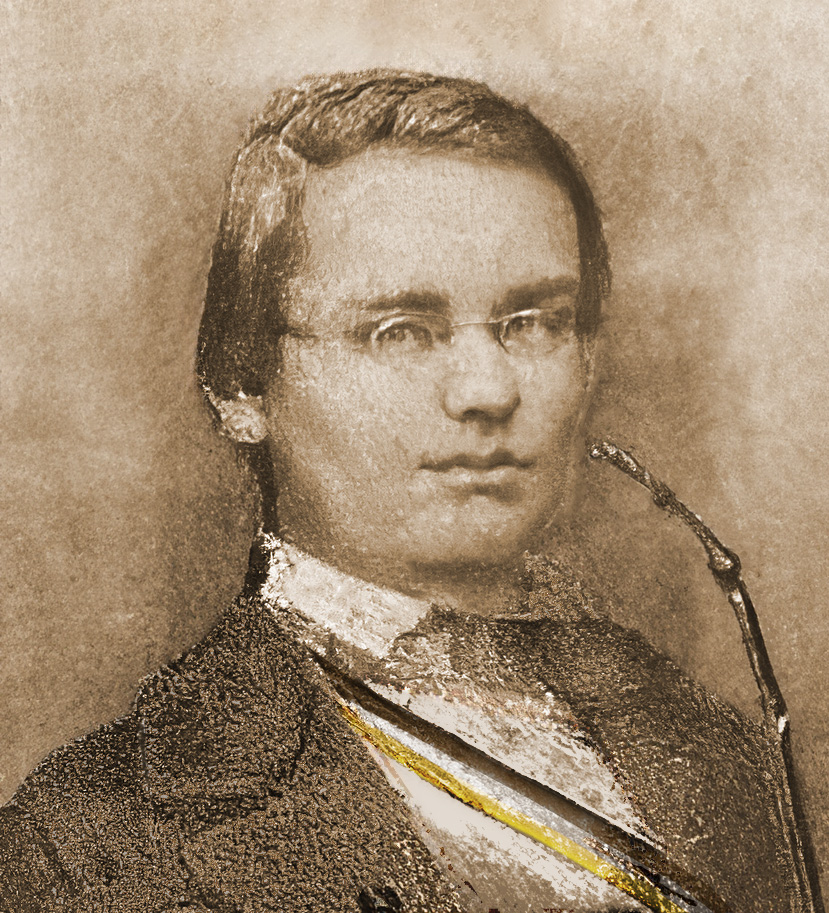
Freiherr Hermann von der Goltz als Berliner Wingolfit, 1858

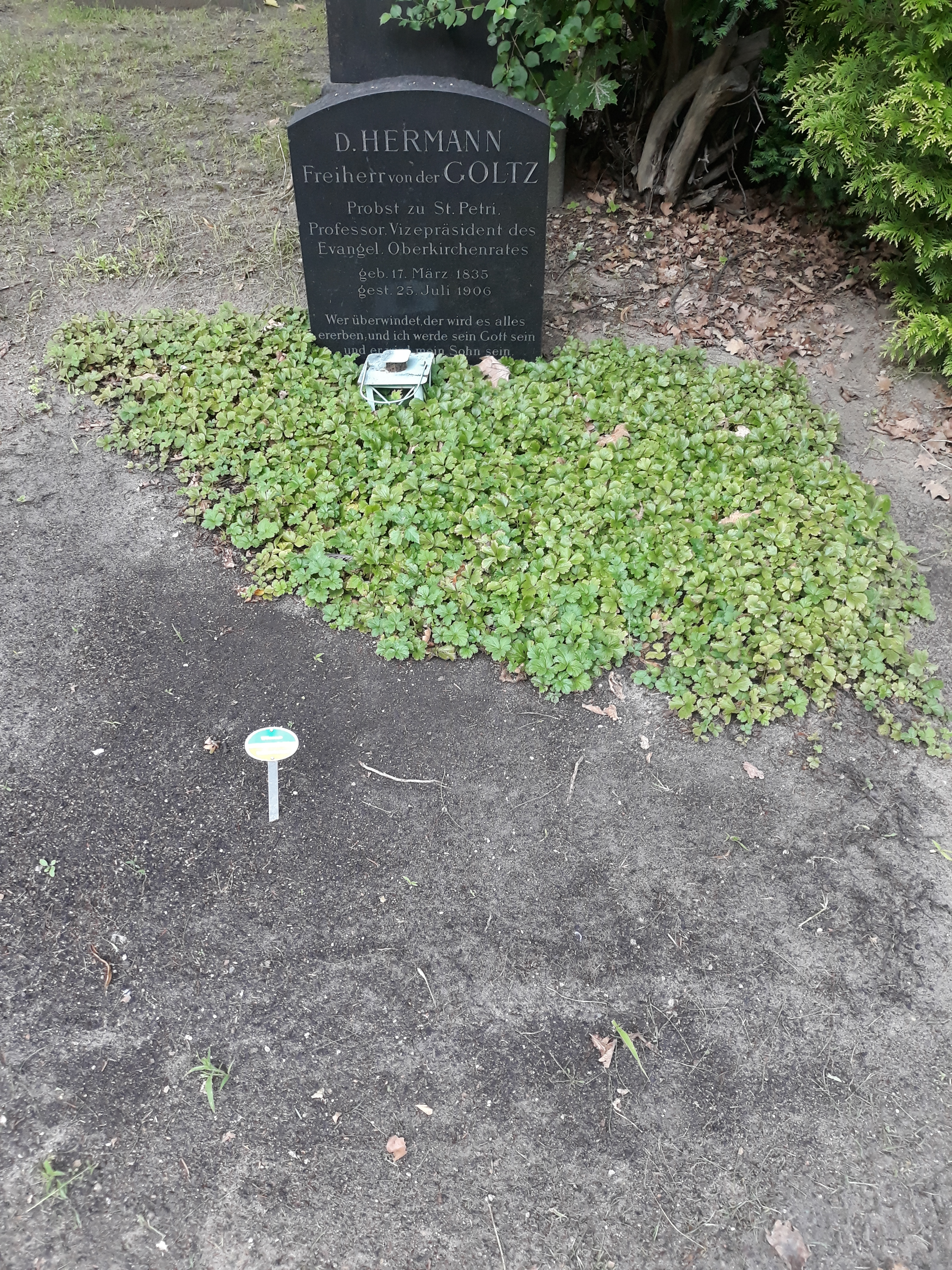
Das Grab von Hermann von der Goltz auf dem Evangelischen Friedhof St. Petri-Luisenstadt in Berlin

Hermann Alexander Georg Maximilian Freiherr von der Goltz (* 17. März 1835 in Düsseldorf; † 25. Juli 1906 in Berlin) war ein evangelischer Theologe und Kirchenpolitiker.

## Herkunft
Hermann von der Goltz entstammte dem Adelsgeschlecht Goltz. Der Generalmajor Alexander Wilhelm von der Goltz war sein Großvater. Er war der zweite Sohn des preußischen Oberstleutnants und theologisch-philosophischen Schriftstellers Alexander Ferdinand Philipp von der Goltz (1800–1870) und der Marie Goebel. Sein Bruder Alexander (1832–1912) war Präsident des kaiserlichen Rates von Elsaß-Lothringen, sein Bruder Theodor (1836–1905) war Agrarwissenschaftler.

## Leben
Goltz studierte von 1853 bis 1858 in Erlangen, Berlin, Tübingen und Bonn. Er wurde nach bestandenem Examen 1859 Hauslehrer der Kinder des Obersten von Roeder am Genfersee. 1861 wurde er auf Veranlassung des damaligen Kultusministers Moritz August von Bethmann-Hollweg preußischer Gesandtschaftsprediger in Rom, wo Goltz sich tatkräftig für die Gründung einer deutschen evangelischen Schule einsetzte und diese in einem kleinen Rahmen im Palazzo Caffarelli verwirklichte. Im August 1863 heiratete er Anna von Delius, Tochter des königlich-preußischen Regierungsvizepräsidenten von Koblenz. 1865 zum außerordentlichen Professor für biblische und systematische Theologie nach Basel berufen, rückte er 1870 zum ordentlichen Professor auf und übernahm 1872 das Rektorat der Universität Basel. 1873 wurde Goltz Professor in Bonn und siedelte schließlich 1876 als ordentlicher Honorarprofessor, ordentliches Mitglied des altpreußischen Evangelischen Oberkirchenrats (EOK) und Propst zu St. Petri nach Berlin über. Sein Amts- und Wohnsitz war das Palais Happe in der Brüderstraße 10 in Berlin-Mitte. Ab 1883 war er ordentlicher Professor der Dogmatik an der theologischen Fakultät der Friedrich-Wilhelms-Universität zu Berlin, ab 1892 Geistlicher Vizepräsident des EOK. Theologisch war er geprägt von Johann Christian Konrad von Hofmann, Johann Tobias Beck und Adolf Wuttke. Er vertrat einen milden Pietismus und war ein treuer Anhänger der Preußischen Union.
1879 gründete er in Berlin die „Theologische Gesellschaft“ zur Förderung des Gedankenaustausches zwischen den Theologen der Universität und den Pfarrern im Gemeindedienst, die er bis an sein Lebensende leitete. Darüber hinaus engagierte er sich jahrzehntelang als Mitglied der Berliner Mittwochsgesellschaft.
In der St.-Petri-Kirchengemeinde organisierte Goltz gemeinsam mit seiner Ehefrau in vorbildlicher Weise die Gemeindepflege, die schließlich in dem 1892 errichteten Gemeindehaus in der Neuen Grünstraße 19, dem ersten in Berlin, untergebracht wurde. 1888 wurde er von Kaiserin Auguste Viktoria in den Engeren Ausschuss des neu gegründeten Evangelisch-Kirchlichen Hilfsvereins berufen und übernahm 1889 die Leitung des Berliner Zweigvereins. Der westfälische Generalsuperintendent Wilhelm Zoellner bezeichnete ihn als „die lebendige Seele des gesamten Vereins“. Unter der tatkräftigen Leitung des Ehepaares von der Goltz wurden in Berlin seit 1890 vierzehn Krankenpflegestationen für die häusliche Krankenpflege ins Leben gerufen.  Von der Goltz hatte für seine Gemeinde die ersten ehrenamtlich arbeitenden Frauen für die Unterstützung von Diakonissen gewonnen. So erscheint der Name „Frauenhülfe“ zum ersten Mal 1890 als Beschreibung der häuslichen Krankenpflege, die Frauen in der St.-Petri-Gemeinde zu Berlin übernommen hatten. Daraufhin gründete und organisierte Goltz 1892 im Rahmen des Evangelisch-Kirchlichen Hilfsvereins die Frauenhilfe zur praktischen Unterstützung der Krankenpflegestationen in Berlin. Unter dem Protektorat von Kaiserin Auguste Viktoria und Goltz’ maßgeblicher Mitwirkung wurde die Evangelische Frauenhilfe schließlich auf das ganze Reich ausgeweitet.
Nach dem Tod Albert von Levetzows übernahm er 1903 den Gesamtvorsitz des Evangelisch-Kirchlichen Hilfsvereins und hatte diesen bis zu seinem Tod inne.
Goltz war neben seiner umfassenden sozialen Tätigkeit vor allem kirchenpolitisch aktiv. Er gehörte zu den Gründern und Führern der Evangelischen Vereinigung, einer einflussreichen Kirchenpartei in Preußen.
Von 1892 bis zu seinem Tode war Goltz Geistlicher Vizepräsident des Evangelischen Oberkirchenrates und somit der ranghöchste Geistliche der preußischen Landeskirche. Mit seinem Freund Paul Kleinert entwarf er die Revision der Preußischen Agende, die in wesentlichen Zügen von der Generalsynode 1894 angenommen und 1895 eingeführt wurde. Er befasste sich eingehend mit der Organisation der kirchlichen Versorgung der deutsch-evangelischen Gemeinden im Ausland. 1898 nahm er an der Palästinareise Kaiser Wilhelms II. teil und beteiligte sich als oberster geistlicher Vertreter des Kirchenregiments an der Einweihung der Erlöserkirche in Jerusalem. Er wirkte aktiv für die Vereinigung der Deutschen Landeskirchen, die 1903 durch die Gründung des Deutschen Evangelischen Kirchenausschusses, eines Vorläufers der EKD, zustande kam.
Goltz hat ein Ehrengrab auf dem St. Petri-Friedhof zu Berlin.

## Familie
Er heiratete am 26. August 1863 in Koblenz Anna Helene Bernhardine Elise Friederike von Delius (1837–1909), eine Tochter des Regierungsvizepräsidenten in Koblenz Eduard Delius (1809–1861) und Enkelin des Regierungspräsidenten von Köln Daniel Heinrich Delius. Das Paar hatte drei Söhne und zwei Töchter:
- Marie Charlotte Anna Bertha (* 15. Januar 1868; † 10. Juni 1906)
- Eduard Alexander (* 31. Juli 1870; † 7. Februar 1939), seit 1912 Professor der Theologie in Greifswald ⚭ 1898 Marie Bechmann
- Alexander Karl Ernst (* 23. August 1872; † 19. Oktober 1951), Oberregierungsrat ⚭ 1912 Elsbeth Möller
- Otto Alexander Adolf Hermann (* 8. Juni 1875; † 7. Januar 1903)
- Anna Charlotte Luise Wilhelmine (* 30. Mai 1878; † 25. Dezember 1960) ⚭ 1908 Arthur Muthmann (* 24. April 1875; † 8. Januar 1957)

## Veröffentlichungen
- Die reformierte Kirche Genfs im 19. Jahrhundert. Genf 1861, auch französisch
- Gottes Offenbarung durch die heilige Geschichte. Basel 1868
- Über die sittliche Wertschätzung politischer Charaktere. Gotha 1872
- Die christlichen Grundwahrheiten. Gotha 1873, Bd. 1
- Die Grenzen der Lehrfreiheit. Bonn 1873